# 2024年國家聯盟冠軍賽
2024年國家聯盟冠軍賽是國家聯盟季後賽第三輪比賽，2隊將採用7戰4勝制，勝出的球隊將獲得國家聯盟冠軍以及晉級至世界大賽。本賽事在2024年10月13日至10月20日舉行，參賽的2支球隊是：
- 洛杉磯道奇（國聯西區冠軍，98勝64敗）對上 紐約大都會（外卡勝隊，89勝73敗）

## 賽況大要
| 場次 | 客隊   | 比分  | 主隊   | 日期     | 場地       | 觀眾人數 |
| ---- | ------ | ----- | ------ | -------- | ---------- | -------- |
| 1    | 大都會 | 0：9  | 道奇   | 10月13日 | 道奇體育場 | 53,503   |
| 2    | 大都會 | 7：3  | 道奇   | 10月14日 | 道奇體育場 | 52,926   |
| 3    | 道奇   | 8：0  | 大都會 | 10月16日 | 花旗球場   | 43,883   |
| 4    | 道奇   | 10：2 | 大都會 | 10月17日 | 花旗球場   | 43,882   |
| 5    | 道奇   | 6：12 | 大都會 | 10月18日 | 花旗球場   | 43,841   |
| 6    | 大都會 | 5：10 | 道奇   | 10月20日 | 道奇體育場 | 52,674   |

### 10月13日 第一場
加利福尼亞州洛杉磯道奇體育場
| 紐約大都會                                           | 0 | 0 | 0 | 0 | 0 | 0 | 0 | 0 | 0 | 0 | 3 | 2 |
| 洛杉磯道奇                                           | 2 | 1 | 0 | 3 | 0 | 0 | 0 | 3 | X | 9 | 9 | 0 |
| 勝投： 傑克·弗萊赫提（1－0） 敗投： 千賀滉大（0－1） |   |   |   |   |   |   |   |   |   |   |   |   |

千賀滉大在一出局後就連續保送3名道奇打者，並被麥克斯·蒙西敲安失2分，讓道奇2比0先馳得點。
第2局千賀續投，並被大谷翔平敲出右外野滾地一壘安打，道奇取得3比0領先。4局下，道奇靠著安打串聯，單局攻下3分，取得6比0領先。
8局下，穆奇·貝茲一棒敲出清壘二壘安打，加上傑克·弗萊赫提先發7局無失分，最終道奇以9比0擊敗大都會，系列賽拔得頭籌1比0領先。

### 10月14日 第二場
加利福尼亞州洛杉磯道奇體育場
| 紐約大都會 | 1 | 5 | 0 | 0 | 0 | 0 | 0 | 0 | 1 | 7 | 10 | 1 |
| 洛杉磯道奇 | 0 | 0 | 0 | 0 | 1 | 2 | 0 | 0 | 0 | 3 | 5  | 1 |
| 勝投： 尚恩·馬奈亞（1－0） 敗投： 萊恩·布拉西爾（0－1） 救援成功： 艾德溫·迪亞茲（1） 全壘打： 大都會：法蘭西斯科·林多爾（1上，1分）、Mark Vientos（2上，4分） 道奇：麥克斯·蒙西（5下，1分） |   |   |   |   |   |   |   |   |   |   |    |   |

法蘭西斯科·林多爾在首局首打席就敲出右外野陽春砲，終止道奇投手群在季後賽連續33局無失分的紀錄。Landon Knack接手第2局後單局被灌5分，包括Mark Vientos的滿貫全壘打，大都會在前兩局便取得6比0的大幅領先。
道奇直到第5局才靠著麥克斯·蒙西的陽春砲打破鴨蛋，6局下靠著大都會先發投手尚恩·馬奈亞連續投出兩次四壞球保送，以及湯米·艾德曼的2分打點安打追回2分。
9局上，史達林·馬提敲出安打再添1分。最終大都會7比3勝出，系列賽扳回一城。

### 10月16日 第三場
紐約州紐約市花旗球場
| 洛杉磯道奇 | 0 | 2 | 0 | 0 | 0 | 2 | 0 | 3 | 1 | 8 | 10 | 0 |
| 紐約大都會 | 0 | 0 | 0 | 0 | 0 | 0 | 0 | 0 | 0 | 0 | 4  | 1 |
| 勝投： Michael Kopech（1－0） 敗投： 路易斯·賽佛里諾（0－1） 全壘打： 道奇：安立奎·赫南德茲（6上，2分）、大谷翔平（8上，3分）、麥克斯·蒙西（9上，1分） 大都會：無 |   |   |   |   |   |   |   |   |   |   |    |   |

道奇在2局上靠著威爾·史密斯的安打與湯米·艾德曼的高飛犧牲打，取得2比0領先。
6局上，安立奎·赫南德茲敲出2分砲，道奇取得4比0領先。
接著道奇在8局和9局分別靠著大谷翔平的3分砲，與麥克斯·蒙西的陽春砲，以8比0擊敗大都會，系列賽取得2勝1敗。

### 10月17日 第四場
紐約州紐約市花旗球場
| 洛杉磯道奇 | 1 | 0 | 2 | 2 | 0 | 2 | 0 | 3 | 0 | 10 | 12 | 0 |
| 紐約大都會 | 1 | 0 | 1 | 0 | 0 | 0 | 0 | 0 | 0 | 2  | 10 | 0 |
| 勝投： Evan Phillips（1－0） 敗投： 荷西·昆塔納（0－1） 全壘打： 道奇：大谷翔平（1上，1分）、穆奇·貝茲（6上，2分） 大都會：Mark Vientos（1下，1分） |   |   |   |   |   |   |   |   |   |    |    |   |

大谷翔平在首局首打席就面對大都會先發左投荷西·昆塔納開轟，不過下個半局山本由伸就遭到Mark Vientos陽春砲狙擊，兩隊戰成1比1平手。
3局上，道奇湯米·艾德曼敲出二壘安打進帳1分打點，接著安立奎·赫南德茲再補上一壘安打進帳1分打點取得3比1領先。第3局大都會雖從山本由伸手上再得1分，卻留下滿壘殘壘無法追近比數。
4局上，道奇攻勢又起，穆奇·貝茲敲出二壘安打進帳2分打點，並在6局上敲出一發2分砲，大都會雖然在6局上攻佔滿壘，但卻無功而返。
8局上，湯米·艾德曼敲出二壘安打一棒打回穆奇·貝茲與泰奧斯卡·赫南德茲將比分拉開到9比2，接著威爾·史密斯敲出安打將比數拉開到10比2，最終道奇便以8分之差獲勝，系列賽3勝1敗聽牌。

### 10月18日 第五場
紐約州紐約市花旗球場
| 洛杉磯道奇 | 0 | 1 | 0 | 1 | 3 | 1 | 0 | 0 | 0 | 6  | 9  | 0 |
| 紐約大都會 | 3 | 0 | 5 | 2 | 0 | 1 | 0 | 1 | X | 12 | 14 | 0 |
| 勝投： Ryne Stanek（1－0） 敗投： 傑克·弗萊赫提（1－1） 全壘打： 道奇：Andy Pages 2（4上，1分、5上，3分）、穆奇·貝茲（6上，1分） 大都會：彼特·阿隆索（1下，3分） |   |   |   |   |   |   |   |   |   |    |    |   |

大都會在首局下就靠著彼特·阿隆索的3分砲先馳得點，道奇則是在2局上靠著對方投手暴投得分。
第3局大都會開啟猛攻，史達林·馬提先敲出2分打點的二壘安打，接著2出局後又靠著連續3支安打，大都會單局灌進5分。
道奇雖然在4、5兩局靠著新秀Andy Pages的兩支全壘打追回4分，6局上，穆奇·貝茲也揮出陽春砲，比分追到4分差，不過大都會持續擴大保險分，加上守護神艾德溫·迪亞茲收尾2局無失分，終場大都會12比6贏球，順利在系列賽扳回一城。

### 10月20日 第六場
加利福尼亞州洛杉磯道奇體育場
| 紐約大都會 | 1 | 0 | 0 | 2 | 0 | 0 | 1 | 0 | 1 | 5  | 11 | 0 |
| 洛杉磯道奇 | 2 | 0 | 4 | 0 | 0 | 1 | 0 | 3 | X | 10 | 11 | 1 |
| 勝投： Ben Casparius（1－0） 敗投： 尚恩·馬奈亞（1－1） 救援成功： 布萊克·崔南（1） 全壘打： 大都會：Mark Vientos（4上，2分） 道奇：湯米·艾德曼（3下，2分）、威爾·史密斯（3下，2分） |   |   |   |   |   |   |   |   |   |    |    |   |

彼特·阿隆索在首局上率先敲安得分，不過湯米·艾德曼在下個半局馬上敲出2分打點的二壘安打。
3局下，艾德曼和威爾·史密斯接連敲出2分砲，道奇單局進帳4分。不過Mark Vientos也在4局上敲出2分砲縮小差距。
8局上，大都會推出千賀滉大中繼，不過道奇發動猛攻單局灌進3分，一舉奠定勝基。最終道奇10比5成功淘汰大都會，自2020年以來再度收下世界大賽門票。這也是1981年後，道奇與洋基首度在世界大賽交鋒。